# EFnet
EFnet, o Eris Free Network, és una gran xarxa d'IRC. Els clients de l'IRC poden connectar-se a EFnet mitjançant irc.efnet.org, que es redirigeix a un servidor d'IRC aleatori. Els clients també poden triar connectar-se directament al servidor més proper geogràficament.

## Història
Inicialment, la major part dels servidors IRC eren part d'una sola xarxa a la qual els nous servidors podien connectar-se sense restricció. No obstant això, d'aquí a una mica aquesta política va començar a ser abusada per usuaris que van establir servidors per sabotejar a altres usuaris, canals o servidors. L'agost de 1990, un dels operadors de IRC, Greg Lindahl ("*wumpus"), va trencar amb els altres servidors per formar EFnet. A conseqüència, la comunitat d'administradors es va separar en EFnet i A-net (Anarchy Network). Amb el temps, A-net va desaparèixer, deixant EFnet com l'única xarxa de IRC. Una sèrie de problemes amb el rendiment i l'abús de la xarxa finalment va portar a la creació d'una altra gran xarxa de *IRC, Undernet, que es va separar a l'octubre de 1992.
Entre 1993 i 1995, el servidor irc.xs4all.nl quan el portava Cor Bosnan es va enfrontar la censura; mentre diversos proveïdors exigien als seus servidors que esborressin de les seves i-lines a països sencers, xs4all es va bolcar en defensa d'aquests, permetent l'accés lliure i guanyant-se així el respecte de la comunitat IRC sencera.
El 24 juliol de 1996, un desacord de política va provocar que EFnet es divideixi en dues parts: la part una mica més gran europea (incloent-hi Austràlia i Japó) va formar IRCnet, mentre que els servidors nord-americans van seguir sota el nom *EFnet. Això es va conèixer àmpliament com el Great Split (la gran escissió).

## Característiques
És probable que EFnet sigui la xarxa menys unificada, tenint significatives variacions en les regles de servidor i les polítiques entre els servidors diferents. Hi ha tres regions en EFnet, cadascuna de les quals té la seva pròpia estructura política: la UE, Canadà i els EUA. Cada regió vota a favor o en contra de les seves pròpies sol·licituds de servidor. No obstant això, la comunitat d'administradors és la que determina les polítiques centrals. Un arxiu de vots anteriors es pot trobar en el lloc de votar de EFnet.
Al juliol de 2001, un servei anomenat CHANFIX (originalment JUPES) va ser creat per permetre als operadors de canals recuperar el seu estat com a operadors en ces que els seus drets es perdin o algú s'apoderi del canal. Si un canal ja no té un usuari amb l'estat d'operador, CHANFIX entra automàticament al canal per retornar-los l'estat d'operador als usuaris que satisfacin els requisits. Pel que fa a una usurpació, s'ha de realitzar una sol·licitud per a l'activació manual de CHANFIX. Una vegada connectat amb EFnet, un usuari pot trobar a un operador d'IRC a través de l'ordre: /*stats p. Només els administradors d'IRC poden sol·licitar una activació manual de CHANFIX.
La major part dels servidors d'EFnet utilitzen ircd-ratbox. Uns quants usen ircd-hybrid, i dos utilitzen csircd. Els operadors de canals d'EFnet estan permesos gestionar els seus canals com vulguin sense la intervenció dels IRCops. Els IRCops existeixen primàriament per mantenir els servidors mateixos, no per ficar-se en els conflictes de canals.